# Anton
Anton (2001) – czesko-niemiecko-węgierski serial animowany dla dzieci w wieku 3–6 lat, którego bohaterem jest siedmioletni chłopiec imieniem Anton.

## Fabuła
Serial opowiada o chłopcu, który przenosi się w świat wyobraźni. Po skończonych lekcjach Anton szybko zjada obiad i idzie się bawić razem z hobbykonikiem. Bawiąc się, przenosi się w świat fantazji. Gdy przychodzi czas na kolację, chłopiec wraca do normalnego świata.

## Postacie
- Anton – chłopiec o bujnej wyobraźni. Jego przedmiotem jest hobbykonik.
- Mama – matka Antona.
- Tata – ojciec Antona.
- Hobbykonik – zabawka, którą bawi się Anton.
- Henry – przyjaciel Antona, okularnik.
- Billy – kolega Antona.

## Spis odcinków
| N/o            | Polski tytuł                       | Angielski tytuł                    |
| -------------- | ---------------------------------- | ---------------------------------- |
|                |                                    |                                    |
| SERIA PIERWSZA |                                    |                                    |
|                |                                    |                                    |
| 01             | Kwiatowi Indianie                  | Flower-Indians – Anton             |
|                |                                    |                                    |
| 02             | Hobbykonik                         | Hobby-Horse – Anton                |
|                |                                    |                                    |
| 03             | Okulary Henry’ego                  | Henrys Glasses – Anton             |
|                |                                    |                                    |
| 04             | Łowienie ryb                       | Fishing – Anton                    |
|                |                                    |                                    |
| 05             | Czytanie w łóżku                   | Reading In Bed – Anton             |
|                |                                    |                                    |
| 06             | Pożar lasu                         | The Forest-Fire – Anton            |
|                |                                    |                                    |
| 07             | Mokry śpiwór                       | The Bed-Wetter – Anton             |
|                |                                    |                                    |
| 08             | Billy                              | Billy The Thief – Anton            |
|                |                                    |                                    |
| 09             | Dziewczyna Antona                  | Little Brown Girl – Anton          |
|                |                                    |                                    |
| 10             | Rozwód                             | Divorce – Anton                    |
|                |                                    |                                    |
| 11             | Włamywacz                          | Burglar – Anton                    |
|                |                                    |                                    |
| 12             | Rękawica                           | The Glove – Anton                  |
|                |                                    |                                    |
| 13             | Szczeniaczek                       | Puppy – Anton                      |
|                |                                    |                                    |
| 14             | Gruby Chłopak                      | Fat Boy – Anton                    |
|                |                                    |                                    |
| 15             | Nocne życie                        | Night Life – Anton                 |
|                |                                    |                                    |
| 16             | Gdy mamy nie ma, chłopcy się bawią | When Mom’s Away The Boys Will Play |
|                |                                    |                                    |
| 17             | Konik w szpitalu                   | Horse-Pital – Anton                |
|                |                                    |                                    |
| 18             | Pa, pa, skarbie                    | Bye, Bye, Baby! – Anton            |
|                |                                    |                                    |
| 19             | Kłótnia                            | Yes, No! – Anton                   |
|                |                                    |                                    |
| 20             | Fryzurowy szał                     | Hair Fear! – Anton                 |
|                |                                    |                                    |
| 21             | Opieka nad dziećmi                 | Baby-sitter Blues – Anton          |
|                |                                    |                                    |
| 22             | Miłość od pierwszego wejrzenia     | Love At First Bounce – Anton       |
|                |                                    |                                    |
| 23             | Fałszywy trop                      | Falsely Accused – Anton            |
|                |                                    |                                    |
| 24             | Grillowanie                        | Barbecue – Anton                   |
|                |                                    |                                    |
| 25             | Trójkąt miłosny                    | Love In Bloom – Anton              |
|                |                                    |                                    |
| 26             | Duchy                              | Ghosts – Anton                     |
|                |                                    |                                    |